# Ostrołęka (powiat pajęczański)
Ostrołęka – wieś w Polsce położona w województwie łódzkim, w powiecie pajęczańskim, w gminie Sulmierzyce.
W latach 1975–1998 miejscowość należała administracyjnie do województwa piotrkowskiego.

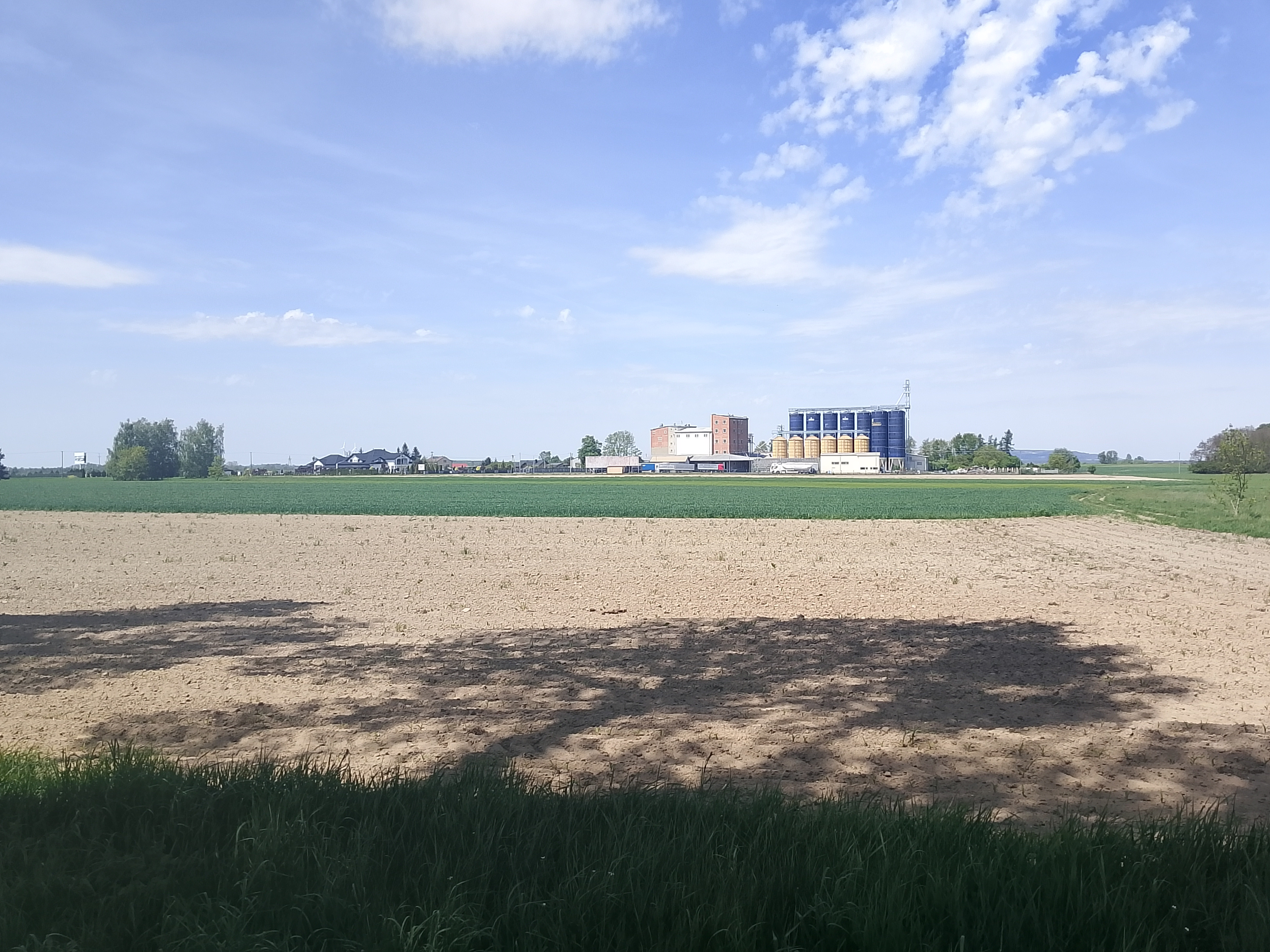
Młyn zbożowy w Ostrołęce (2025).